# Petró
Petró (en llatí Petron, en grec Πέτρων) o Petrones (Petronas, Πετρονάς) fou un metge grec nascut a l'illa d'Egina que va viure després d'Hipòcrates però abans d'Heròfil de Calcedònia i Erasístrat de Sició i probablement sobre la meitat del segle iv aC.
Sembla que va escriure un llibre sobre farmàcia segons Galè, (De Compositione Medicamentorum) però la seva notorietat derivava del tractament de la febre en els seus pacients. Els donava generalment molta quantitat de vi i mel, però segons Appuleu Cels això ho feia després que aconseguia fer baixar la febre.